# Mirko Kovačević
Mirko Kovačević "Lala" (u. 14. kolovoza 1941.), hrvatski pripadnik pokreta otpora u Drugome svjetskom ratu, španjolski borac i komunist
Bio je borac u španjolskoj boljševičkoj revoluciji iz koje se je vratio s velikim ratnim iskustvom. U drugome svjetskom ratu pridružio se je partizanima. Došao je do položaja zapovjednika svih partizanskih odreda u Dalmaciji. Pri tome je važno napomeniti da je bio jedan od ključnih organizatora komunističkog pokreta otpora i da je komunistima u Dalmaciji poslan iz središnjice. Stigli su skupa iz Zagreba Kovačević i Pavle Pap Šilja u Dalmaciju početkom kolovoza 1941. kao delegati Centralnog komiteta KPH. Zadaća im je bila ubrzati prelazak s diverzantskih akcija na oružani ustanak. 7. kolovoza 1941. održan je sastanak Pokrajinskog komiteta KPH za Dalmaciju na kojem je određen trodnevni rok za stvoriti sedam partizanskih odreda i te prebaciti ih u Liku i Bosnu. Zadaća je obavljena od 8. do 14. kolovoza 1941., a uz Splitski, stvoreni su Šibenski, Vodičko-zatonski, Primoštensko-krapanjski, Solinski, Trogirski i Sinjski partizanski odred.
Poginuo je u borbi u selu Košutama. U trenutku pogibije bio je kao zapovjednik svih partizanskih odreda u Dalmaciji, s pripadnicima Prvoga splitskoga partizanskoga odreda. Loš početak odlaska splitskog partizanskog odreda u zaleđe nagovještavao je loš završetak. Cijelo su vrijeme imali su probleme s vodičima. 11. kolovoza Splitski se je partizanski odred zaputio u Zagoru, ali ne u punom sastavu, jer se je jedan vod izgubio te su ga ostala dva voda dva sata. 14. kolovoza stigli su iznad sela Košuta umorni, izgladnjeli i bez opskrbe vodom. Dvojica, Vladimir Marković Inđo i Veljko Neškovčin su pošli u selo po opskrbu namirnicama i pićem, ali su ih seljani dočekali s nepovjerenjem. Izašli su iz sela, ali ih je jedan seljak dočekao uperene puške, na što su Marković i Neškovčin zapucali. Pucnjava je privukla ostale seljake, ustaške i talijanske postrojbe i izbila je borba. Kovačević je poginuo među prvima, što je utjecalo na moral boraca.
Grob mu je u spomen-kosturnici (dio partizanskog Spomen-groblja palim borcima Splita) u pećini na Lovrincu, zajedničkoj grobnici s posmrtnim ostatcima 122 poginula ili pogubljena borca.
U Splitu se je po Mirku Kovačeviću zvala jedna ulica.